# Lake Minchumina, Alaska
Lake Minchumina, Alaska (енгл. Lake Minchumina) насељено је место без административног статуса у америчкој савезној држави Аљаска.

## Демографија
По попису из 2010. године број становника је 13, што је 19 (-59,4%) становника мање него 2000. године.
| Група             | 2000.      | 2010.     |
| Белци             | 25 (78,1%) | 8 (61,5%) |
| Афроамериканци    | 0 (0,0%)   | 0 (0,0%)  |
| Азијати           | 0 (0,0%)   | 0 (0,0%)  |
| Хиспаноамериканци | 2 (6,3%)   | 0 (0,0%)  |
| Укупно            | 32         | 13        |